# Hr.Ms. Christiaan Cornelis (1905)
Hr.Ms. Christiaan Cornelis (CC), was een Nederlandse torpedoboot, gebouwd door de Rotterdamse scheepswerf Fijenoord. Tijdens de Duitse aanval op Nederland in 1940 was de inmiddels 35 jaar oude Christiaan Cornelis nog in dienst. Op 13 mei 1940 begeleidde de Christiaan Cornelis het transportschip De Twee Gezusters dat twaalf ton munitie vervoerde voor Nederlandse troepen. De Christiaan Cornelis werd door de eigen bemanning tot zinken gebracht in het Hollandsch Diep nadat het beschadigd raakte door geschut van Duitse parachutisten. Het transportschip wist wel de lading te lossen op de plaats van bestemming.